# Raton
Ratonul sau ursul spălător (Procyon lotor) este un mamifer omnivor aparținând familiei Procyonidae. Este un animal originar din America de Nord, dar în secolul XX a fost introdus și în Europa, în crescătoriile pentru blană, iar din ferme s-au răspândit și în sălbăticie; acest lucru s-a întâmplat mai ales în țări precum Germania. De asemenea, a fost introdus și în Asia fiind întâlnit în zona munților Caucaz. Ratonii trăiesc și în comunitățile umane, fiind foarte des întâlniți în localitățile din SUA, Canada și America Centrală. În sălbăticie ratonii obișnuiesc să trăiască în grupuri mici.

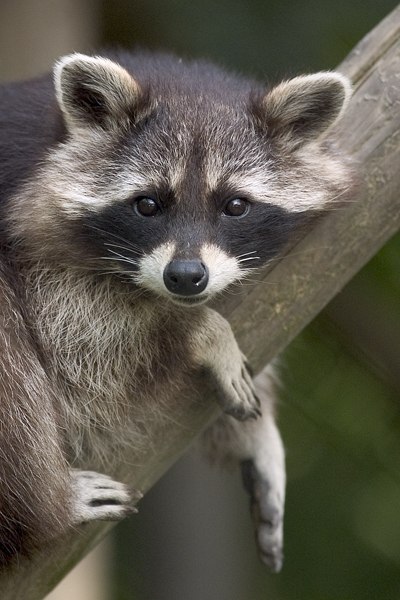

Ratonul este cea mai mare specie din familia procionidelor, având lungimea corpului între 40 și 70 cm și greutatea de la 5 până la 26 kg. Aceste mamifere sunt cunoscute pentru inteligența lor, studiile demonstrând că sunt capabile să țină minte modul de rezolvare a unor sarcini cel puțin trei ani de zile. Sunt de obicei animale nocturne și omnivore, hrana lor fiind formată din circa 40 % nevertebrate, 33 % plante și 27 % vertebrate.
Ratonii sunt folosiți uneori și ca animale de companie. Deși viața lor în captivitate poate să dureze peste 20 de ani, în sălbăticie trăiesc doar între 1,8 și 3,1 ani. Această specie este asemănătoare cu câinele enot, dar nu este înrudită cu acesta.